# Léon Breton
Pour les articles homonymes, voir Breton.
Léon Breton, né le 24 septembre 1861 à Cravant (Yonne) et mort en juin 1940 à Castelnau-Rivière-Basse, est un dirigeant français du cyclisme. Il était sociétaire du Paris université club et du groupe sportif du Crédit lyonnais.

## Mandats
Il eut la charge des mandats suivants :
- président de la Commission Sportive de l'Union vélocipédique de France de 1903 à 1911 ;
- président l'Union vélocipédique de France de 1911 à 1921, vice-président de l'UCI ;
- président de l'Union cycliste internationale de 1922 à 1936[3] ;
- vice-président du Comité olympique français (COF) et du Comité national des sports (CNS).

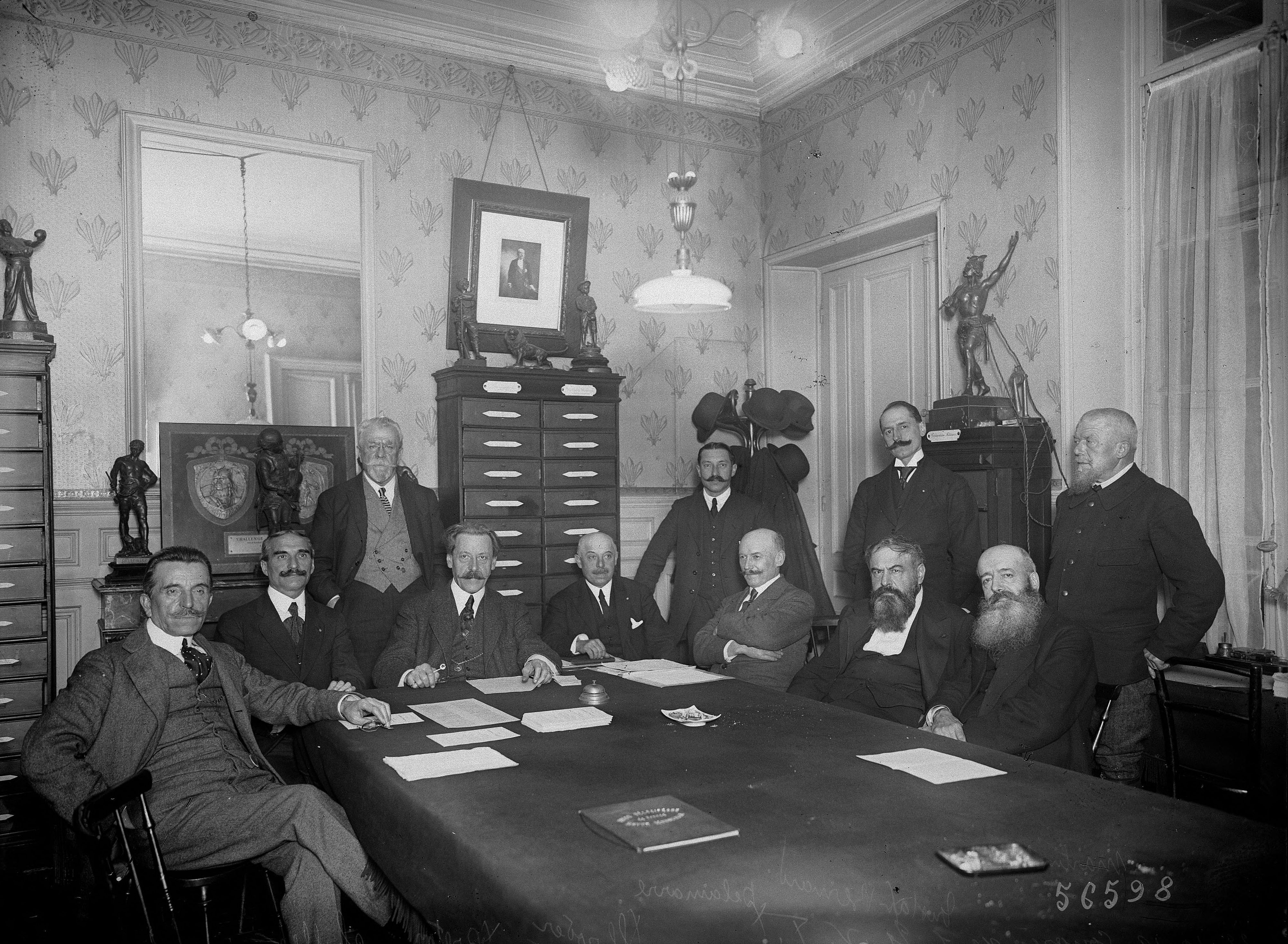
Congrès de l'U.V.F 1919.
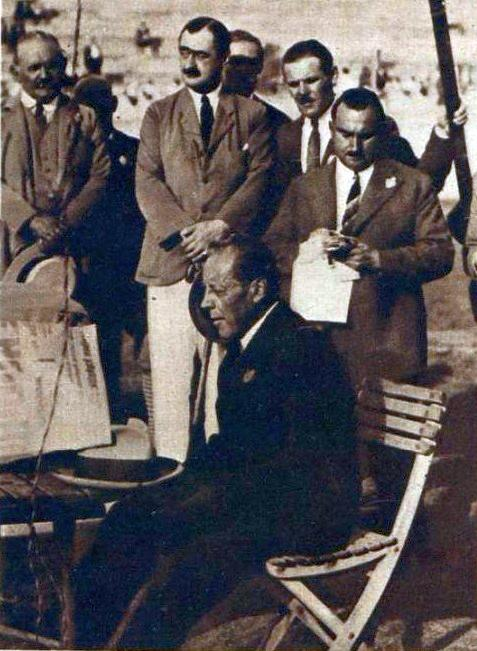
Léon Breton au microphone à Budapest, pour les deuxièmes championnats du monde cycliste en 1928.
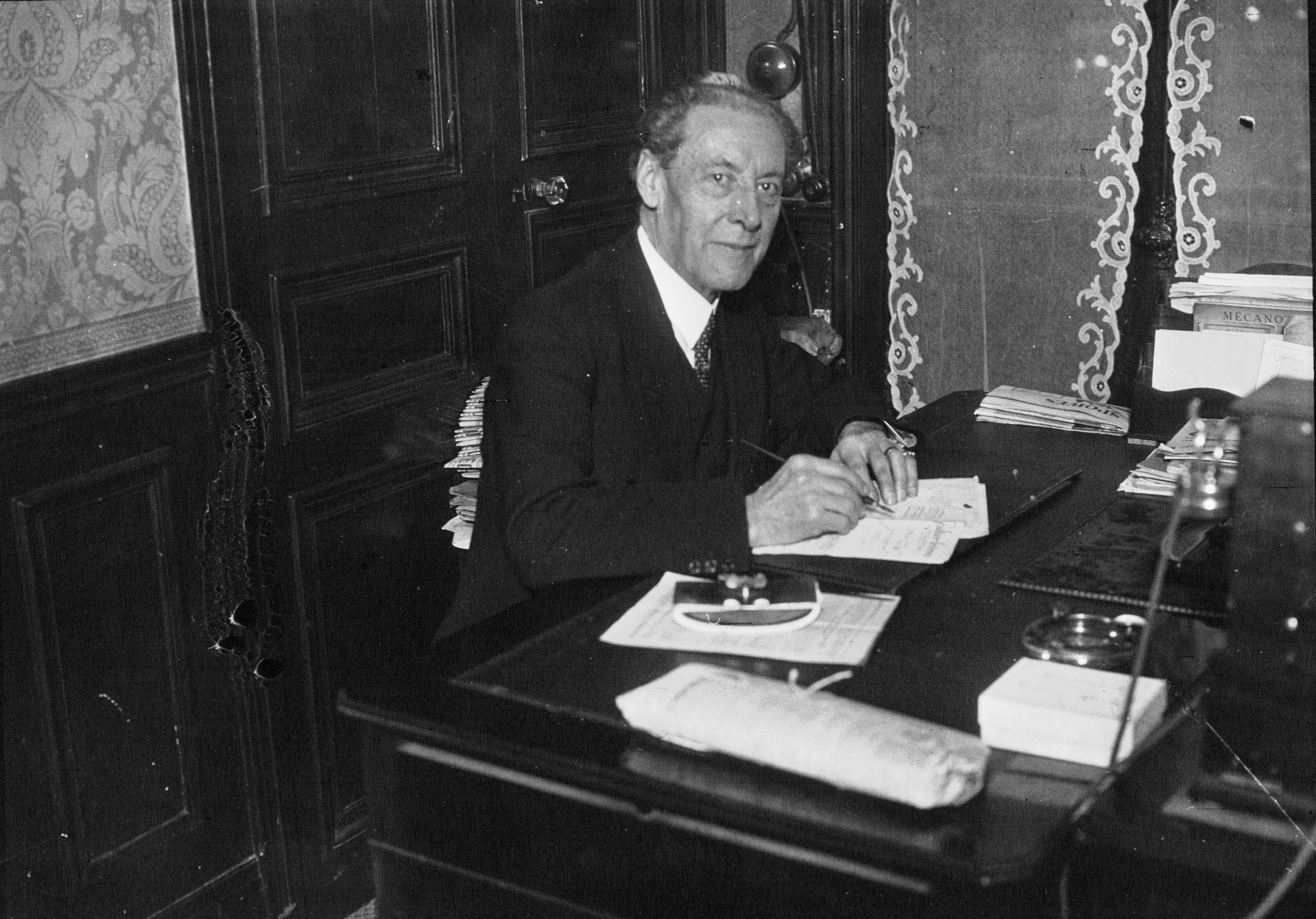
Léon Breton en 1931, président de l'UCI.
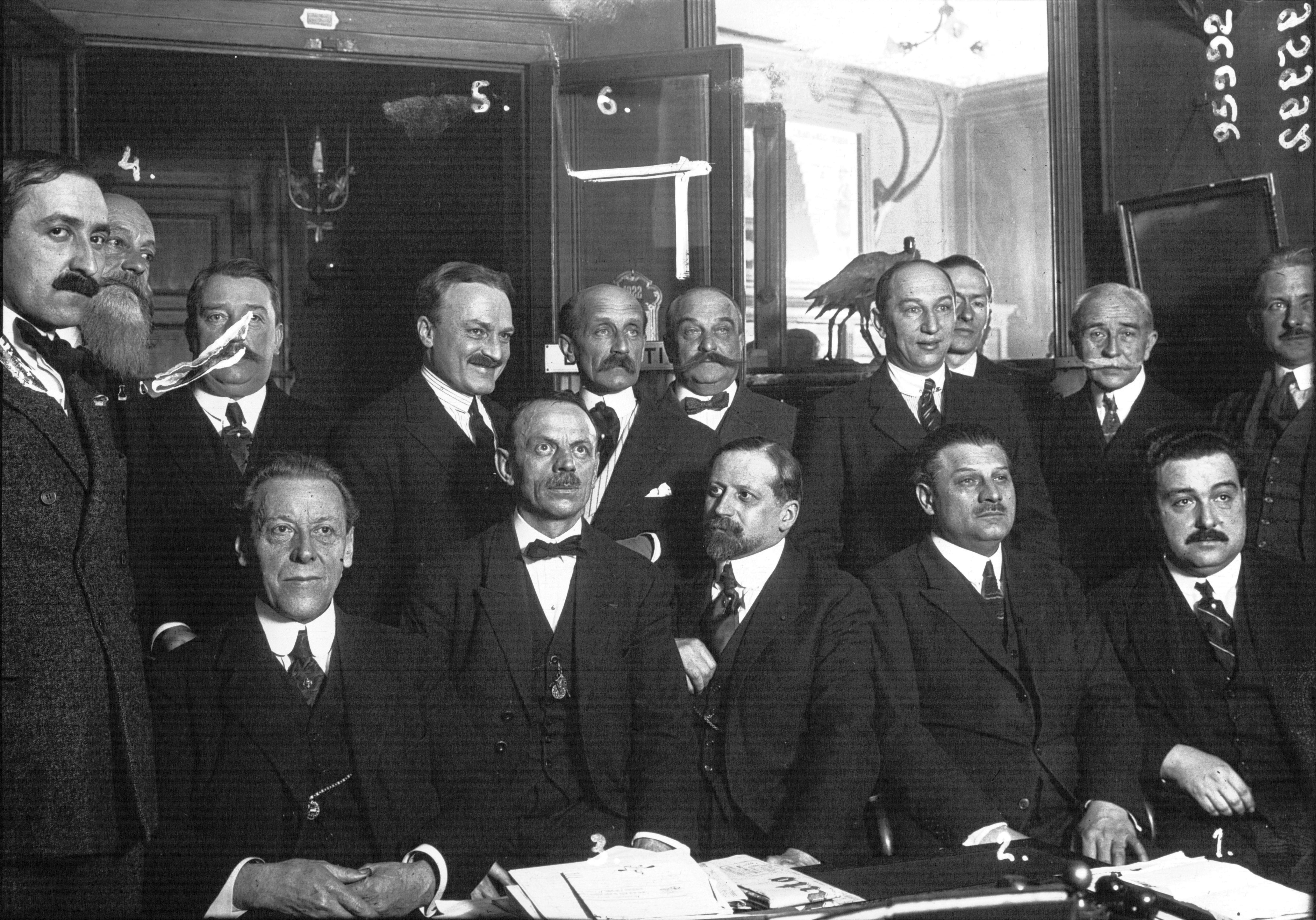
COF 1931.

### Décorations
|  |  |  |
|  |  |  |

- Légion d'honneur[4]
  -  Chevalier de la Légion d'honneur: 18 octobre 1918
  -  Officier de la Légion d'honneur: 19 janvier 1931
- Officier d'académie : 1898,
- Officier de l'Instruction publique : 1903
- Chevalier de l'ordre du Mérite agricole
- Chevalier de l'ordre du Cambodge : 1901